# Valentine Greatrakes
Valentine Greatrakes (14 de fevereiro de 1628 - 28 de novembro de 1682) é conhecido ainda como 'Greatorex' ou 'O Stroker' o Irlandês magnetizador que visitou a Inglaterra em 1666 pedindo para curar as pessoas pela imposição de mão, ficando reconhecido por curar o rei.

## Vida pregressa
Greatrakes nasceu em 14 fevereiro de 1618 em Affane,  Waterford , Irlanda . Filho de William Greatrakes ( c. 1600-1643) e Mary (morreu c. 1656), filha de Sir Edward Harris , Chefe de Justiça de Munster , que eram protestantes ingleses colonizadores.  Ele foi para a escola livre em Lismore, até que ele o que 13 anos de idade onde foi designado para o colégio de Dublin. No entanto, quando a Guerras confederadas irlandesas de 1641 eclodiu, sua mãe e ele fugiram para a Inglaterra, onde foi recebido por seu tio-avô, Edmund Harris. Depois que sua mãe morreu Harris colocou-o com John Daniel Getsius, um ministro alemão, de Stoke Gabriel, em Devonshire .

## Guerra, a República e o Protetorado
Meia década domiciliando na Inglaterra, Greatrakes retornou ao seu país natal o qual encontrou em condição deplorável, nesta época passou um ano meditando no Castelo de Cappoquin.
Em 1649, se torna tenente de Roger Boyle, Senhor Broghill, regimento no exército Parlamentar Inglês na Irlanda, em seguida, fazer campanha em Munster contra os monarquistas irlandeses.
No ano 1656 grande parte do exército sendo dissolvida, Greatrakes retirou-se para Affine, sua terra natal, e fez-se escrivão da paz para Condado de Cork, cadastre-se para transposição em juiz de paz .
No entanto em 1660, ele perdeu posições por acontecer a Restauração .

## Casamentos e filhos
Na década de 1660 Greatraks casou-se com sua primeira esposa Ruth Godolphin (morreu 1678), filha de Sir William Godolphin (1605-1663),  e de  sua primeira esposa, Ruth Lambe, filha de Sir John Lambe. Após o falecimento de sua primeira esposa casou-se com  Alice Tilson (falecido em 1678 ou 1684)  Ele teve três filhos:
- Williman (falecido em 1686), que se casou com Mary, filha de Johah Wheeler. [5]
- Edmund (morreu Durante 1691-1692), que se casou com Anne, filha de Thomas Wilcox. [5]
- Mary, que se casou com Edmund Browning. [5]

## Curador na Irlanda
Ele era muito religioso; sua perspectiva era grave, mas simples.
No ano 1662 um estranho impulso ou persuasão o fez sentir que tinha o dom de curar o mal do Rei Carlos II de Linfadenite cervical tuberculosa; e esta cura se tornou tão comentada que elevou seu reconhecimento, que o fez magnetizar várias pessoas curando-as subsequentemente. 
Três anos depois, uma febre epidêmica assolou o campo, novamente sentiu que poderia curar. Ele fez o experimento, e afirmou que curou a todos os que o procuravam. Finalmente, em abril de 1665, outro tipo de inspiração “sugeria” a ele, que tinha o dom de curar feridas e úlceras, então saiu aos campos novamente.  Ele mesmo:
| “ | ...encontrei-me curando convulsões, a hidropisia, e muitos outros têmperas. | ” |

Em 6 de abril de 1665 Robert Phayre, um ex-governador Britanico do condado de Cork, estava vivendo em Cahermore, naquele município, quando foi visitado por Greatrakes (que havia servido em seu regimento em 1649). Greatrakes cura em poucos minutos de uma febre contínua e aguda John Flamsteed , o famoso astrônomo, (então com 19 anos) que foi à Irlanda em agosto de 1665, para ser tocado por Greatrakes por uma fraqueza natural de constituição, e que não havia recebido nenhum benefício.  As multidões se reuniam em volta dele, e ele realizava segundo relatos curas extraordinárias.
Isso fez com que fosse convocado a presença do Bispo de Lismore, o qual não lhe deu licença para praticar a imposição de mãos sobre qualquer outra pessoa no Irlanda. 

## Jornada para Inglaterra
Em 1665 Greatrakes e convidado a Inglaterra por seu antigo comandante, Lord Broghill (agora Conde de Orrery), para curar Anne, viscondessa de Conway de cefaléia intermitente. Ele chegou à Inglaterra no início de 1666, mas não conseguiu curar a viscondessa. Desiludido, ele viajou pelo campo, curando os doentes. 
Rei Charles II, sendo informado de que, Greatrakes convocou-o para o Palácio de Whitehall. Mesmo não persuadido fez Greatrakes tinha poder milagroso,  o rei não proibiu-o de continuar com suas ministrações. 
Greatrakes ia todos os dias para um lugar em Londres, onde muitas pessoas doentes, de todas as classes da sociedade, reunidos sofriam de; gota, reumatismo, convulsões e assim por diante, foram conduzido por seu toque  e ao atingir as extremidades, todos os sintomas destas doenças desapareceram. Como o tratamento consistia inteiramente de toques, Greatrakes passou a ser chamado O Stroker. 
Certas doenças atribuídas ao trabalho de espíritos malignos, quando estes doentes viam ou ouviam Greatrakes, os aflitos caiam no chão ou em agitação violenta. Ele então passou a curá-los pelo mesmo método. 
Enquanto vários cético trabalhavam contra Greatrakes, este por sua vez fez encontrar zelosos defensores para a eficácia de seus tratamentos. Ele próprio publicou em 1666 uma carta dirigida ao célebre Robert Boyle Intitulada ‘’’A Conta carta de Sr. Valentine Greatrakes e mediadores das curas estranhas por ele Interpretada & c’’. Veja também ‘’’O Milagroso Conformista & c. por Henry Stubbs, MD, um panfleto impressas em Oxford em 1666 worin’’’  o autor dá uma história sucinta da vida Greatrakes.
| “ | Anexado ao panfleto foram um grande número de certificados, assinados por pessoas de probidade conhecida, atestando a realidade de curas Greatrakes. | ” |

## Retorno a Irlanda e a agricultura
Greatraks retornou à Irlanda em 1667 e retomou a agricultura em 1668 para receber aproximadamente £ 1.000 por ano. 
Embora ele viveu por muitos anos, não manteve a reputação de realizar curas que fe-lo tão reconhecido. 
No seu caso em particular, no inquérito instituído nenhum tipo de anormalidade nunca foi lançada, nem em relação ao seu caráter, nem qualquer imputação sobre si. 

## Morte de Greatrakes
No inverno irlandês, mais precisamente no dia 28 de novembro de 1682 Greatrakes morreu no em Affane no condado de Waterford. Ele pode ter sido enterrado na Igreja Lismore ou sob o altar da antiga Igreja Affane perto de seu pai  as fontes variam.

## Literatura
- A comoção pública que causou deu origem a Greatraks um romance (em francês) por M. St. Evremond, intitulado, O profeta irlandês, no qual ele interpreta finamente sobre a credulidade do povo, e o espírito de superstição. Assim, ele mostra que já existe nenhum tipo de conjugação que é capaz de colocar este tipo de daemon, que às vezes Surfaces na sociedade.
- Um volume de correspondência entre Greatrakes e Sir Edmund Berry Godfrey foi editado por Alan Marshall, da Universidade de Bath.
- Mencionado brevemente Greatrakes está em Susannah Clarke novela de Jonathan Strange & Mr. Norrell . (P. 211)
- ‘’Blackwater Angel’’, uma peça sobre Greatrakes por Jim Nolan , que Realizado no Teatro Finborough , Londres , em março de 2006.
- Greatrakes é um personagem importante no texto William Carleton The Evil Eye, ou, The Black Spectre.
- Greatrakes (usando a grafia alternativa "Greatorex") aparece com destaque na novela de Iain Pears “uma instância do Fingerpost ", em que seus poderes magnéticos são mostrados como ser real.
- Greatrakes é um dos principais personagens do romance The Remedy feito por  Michelle Lovric.

## Outras leituras
- Greatrakes, Valentine (1666). A Brief Account of Mr. Valentine Greatrakes and Divers of the Strange Cures by him lately performed (Addressed to the Honourable Robert Boyle, Esq.). [S.l.: s.n.]
- Boyle, Robert (1666). «Work-diary XXVI». Birkbeck, University of London. Consultado em 1 de novembro de 2013. Arquivado do original em 23 de setembro de 2015 |capítulo= ignorado (ajuda)
- Carleton, William. «The Evil Eye; Or, The Black Spector». Project Gutenberg. Consultado em 1 de novembro de 2013